# Энгберг, Лотта
Анна Шарлотта "Лотта" Энгберг (швед. Lotta Engberg; родилась 5 марта 1963 года в Оверкаликс,  округ Норрботтен, Швеция ) — шведская поп- певица   а позже и успешная телеведущая в музыкальном шоу Lotta på. Лизеберг и игровом шоу Бинголотто . 
Она представляла Швецию на Евровидении 1987 с  песней "Boogaloo " после победы в песенном конкурсе Melodifestivalen 1987 . Она также много раз участвовала в песенном конкурсе Мелодифестивале в 1984, 1988, 1990, 1996, 2002 и 2012 годах. 
Она также была певицей в нескольких формациях, в том числе в « Trioala » на ранних этапах и в оркестре Lotta & Anders Engbergs с 1989 по 1994 год, а после развода с Андерсом Энгбергом из группы Lotta Engbergs. Она продолжала работать в качестве сольного исполнителя. 2 октября 1999 года Швеция выпустила почтовую марку с ее портретом. Она также сотрудничает с Джарлом Карлссоном с 1987 года, Кристером Шегреном и Вилли Нельсоном с 2012 года. 

## Карьера
Под своей девичьей фамилией Лотта Педерсен она дебютировала в телевизионной программе Sveriges " Nygammalt " в 1980 году, когда ей было 17 лет. Она также была членом Trioala, хора а капелла . Позже она получила постоянное место в хоре телепрограммы. 

## Брак
Она вышла замуж за Андерса Энгберга и взяла его фамилию. Она также стала главным вокалистом группы dansband Lotta $ Anders Engbergs, которая продолжалась до 1994 года. В 1994 году пара развелась.

## В Мелодифестивале и Евровидении
Она представляла Швецию на Конкурсе Песни Евровидение 1987 после победы на Мелодифестивале того года с  песней " Fyra bugg &amp; en Coca Cola ". Эта песня была переименована в " Boogaloo " для конкурса Евровидение. 
Она также участвовала в Melodifestivalen много раз, но не выиграла и не прошла чтобы пройти в финал Евровидения. 
- В Мелодифестивале 1984 она исполнила " Sankta Cecilia " в партнерстве с Йораном Фолкестадом, заняв второе место.
- В Мелодифестивале 1988 она пела « 100% » в партнерстве с Triple &amp; Touch, заняв третье место.
- В Мелодифестивале 1990 она выступила с песней « En gång till », заняв восьмое место.
- ВМелодифестивале 1996 она приняла участие в « Джульетте и Джонатане », заняв третье место.
- В Мелодифестивале 2002 она приняла участие в супер-группе Kikki, Bettan &amp; Lotta, заняв третье место
- В Мелодифестивале 2012 она приняла участие с Кристером Шегреном, с песней « Don't Let Me Down », заняв третье место в  полуфинале, также заняв третье место во втором раунде.

## Lotta & Anders Engbergs orkester
(Этот раздел посвящен dansband и охватывает период с 1989 по 1994 год). Оркестер Lotta & Anders Engbergs был организован в Скаре (Швеция) и был активным в течение 1989-1994 годов,  Лоттой Энгберг была певицей в оркестре. В 1989 году она создала группу со своим бывшим мужем Андерсом Энгбергом. В 1993 году группа получила премию  Grammis за альбом Kärlek gör mig tokig. Это достигло максимума  в чарте шведских альбомов.
Состав
- Лотта Энгберг - вокал
- Андерс Энгберг - бас, саксофон, хор
- Патрик Элерсон - гитара
- Peter Åhs - клавишные, иногда также вокал
- Педро Йоханссон - клавишные
- Йорген Хорней - барабаны

Награды
В начале 1994 года, благодаря успеху альбома Kärlek gör mig tokig, группа была удостоена премии Grammis как «Лучший Dansband 1993 года». 

## Лотта Энгбергс
Лотта Энгбергс была танцевальной группой в Скаре, Швеция . Группа была образована в 1994 году, когда Лотта Энгберг покинула оркестр Lotta &amp; Anders Engbergs . В первые дни группа была известна как оркестр Лотты Энгбергс, которая позже была сокращена до просто Лотты Энгбергс . Лотта Энгбергс была расформирована в 2002 году. 
Состав
- Лотта Энгберг - вокал
- Peter Åhs - гитара, клавишные, иногда также вокал
- Педро Йоханссон - музыкальные клавишные
- Бенгт Андерссон - барабаны
- Пер Страндберг - бас, гитара, хоры, иногда также вокал
- Патрик Элерсон - гитара, бас

## Кикки, Беттан и Лотта
Kikki, Bettan & Lotta - шведско- норвежское супер-трио, работавшее в 2001-2004 годах в составе Кикка Данилсон, Элизабет Андрсен и Лотта  Энгберг. 

## Телевизионная карьера
Лотта Энгберг также сделала успешную телевизионную карьеру. 
- Она принимает участие в шведском групповом пение вместе с Lotta på Liseberg .
- С 2008 по 2011 год она также принимала участие  шведском игровом шоу Bingolotto [6]

В 2014 году Лотта Энгберг участвовала в танцах знаменитостей в Let's Dance . 

## Личная жизнь
Она родилась в Оверкаликс, выросла в Лаксо, графство Эребру . Она была замужем за Андерсом Энгбергом, но они развелись в 1994 году. Сейчас она живет в Алингсосе со своим новым мужем. 

## Дискография
- Fyra Bugg &amp; en Coca Cola (1987)
- 100% (1988)